# 11248 Bleriot
11248 Bleriot este o planetă minoră (asteroid) din centura de asteroizi. A fost descoperită pe 16 octombrie 1977 la Observatorul Palomar de Cornelis Johannes van Houten și a fost numită după Louis Blériot. 
Obiectul prezintă o orbită caracterizată de o semiaxă mare de 2,1839877 UAi, o excentricitate de 0,0727402, o înclinație de 4,02111 ° în raport cu ecliptica.